# Cy Young Award
De Cy Young Award is een trofee die jaarlijks wordt toegekend aan de beste werper in Major League Baseball, de voornaamste Amerikaanse honkbalcompetitie. De trofee werd voor het eerst toegekend in 1956 als hommage aan de Hall of Fame-werper Cy Young die in 1955 was overleden. De trofee werd aanvankelijk toegekend aan één werper uit de American League of de National League. Sedert 1967 zijn er aparte Cy Young Awards voor de American League en de National League.

## Formule

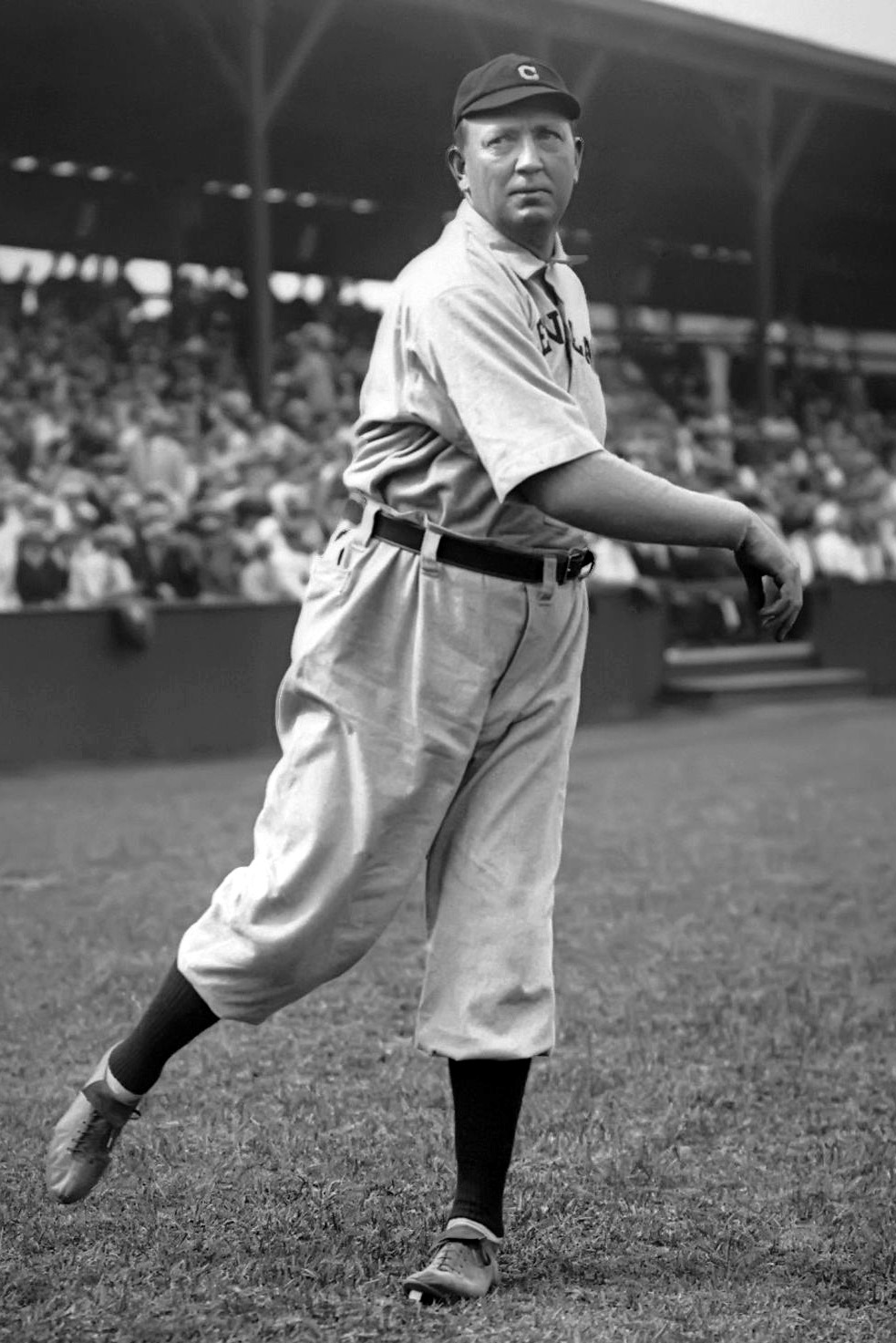
De legendarische Cy Young.

De trofee wordt toegekend door de journalisten van de Baseball Writers Association of America (BBWAA). De verkiezing gebeurt na het reguliere seizoen, voordat de playoffs beginnen. De stemformule is in de loop der jaren een aantal malen gewijzigd. Sedert 2010 mogen voor elk team twee journalisten punten uitbrengen op vijf werpers. De eerste krijgt 7 punten, de tweede vier, de derde 3, de vierde 2 en de vijfde 1 punt. De werper die de meeste punten achter zijn naam verzamelt, krijgt de prijs. Wanneer twee of meer werpers evenveel punten hebben krijgen ze elk een trofee. De winnaars worden bekendgemaakt na de World Series.

## Winnaars

### Beide Major Leagues (1956–1966)
| Jaar | Werper       | Team                     | Record | Saves | ERA  |
| ---- | ------------ | ------------------------ | ------ | ----- | ---- |
| 1956 | Don Newcombe | Brooklyn Dodgers (NL)    | 27-7   | 0     | 3.06 |
| 1957 | Warren Spahn | Milwaukee Braves (NL)    | 21-11  | 3     | 2.69 |
| 1958 | Bob Turley   | New York Yankees (AL)    | 21-7   | 1     | 2.97 |
| 1959 | Early Wynn   | Chicago White Sox (AL)   | 22-10  | 0     | 3.17 |
| 1960 | Vern Law     | Pittsburgh Pirates (NL)  | 20-9   | 0     | 3.08 |
| 1961 | Whitey Ford  | New York Yankees (AL)    | 25-4   | 0     | 3.21 |
| 1962 | Don Drysdale | Los Angeles Dodgers (NL) | 25-9   | 1     | 2.84 |
| 1963 | Sandy Koufax | Los Angeles Dodgers (NL) | 25-5   | 0     | 1.88 |
| 1964 | Dean Chance  | Los Angeles Angels (AL)  | 20-9   | 4     | 1.65 |
| 1965 | Sandy Koufax | Los Angeles Dodgers (NL) | 26-8   | 2     | 2.04 |
| 1966 | Sandy Koufax | Los Angeles Dodgers (NL) | 27-9   | 0     | 1.73 |

### American League (1967–)

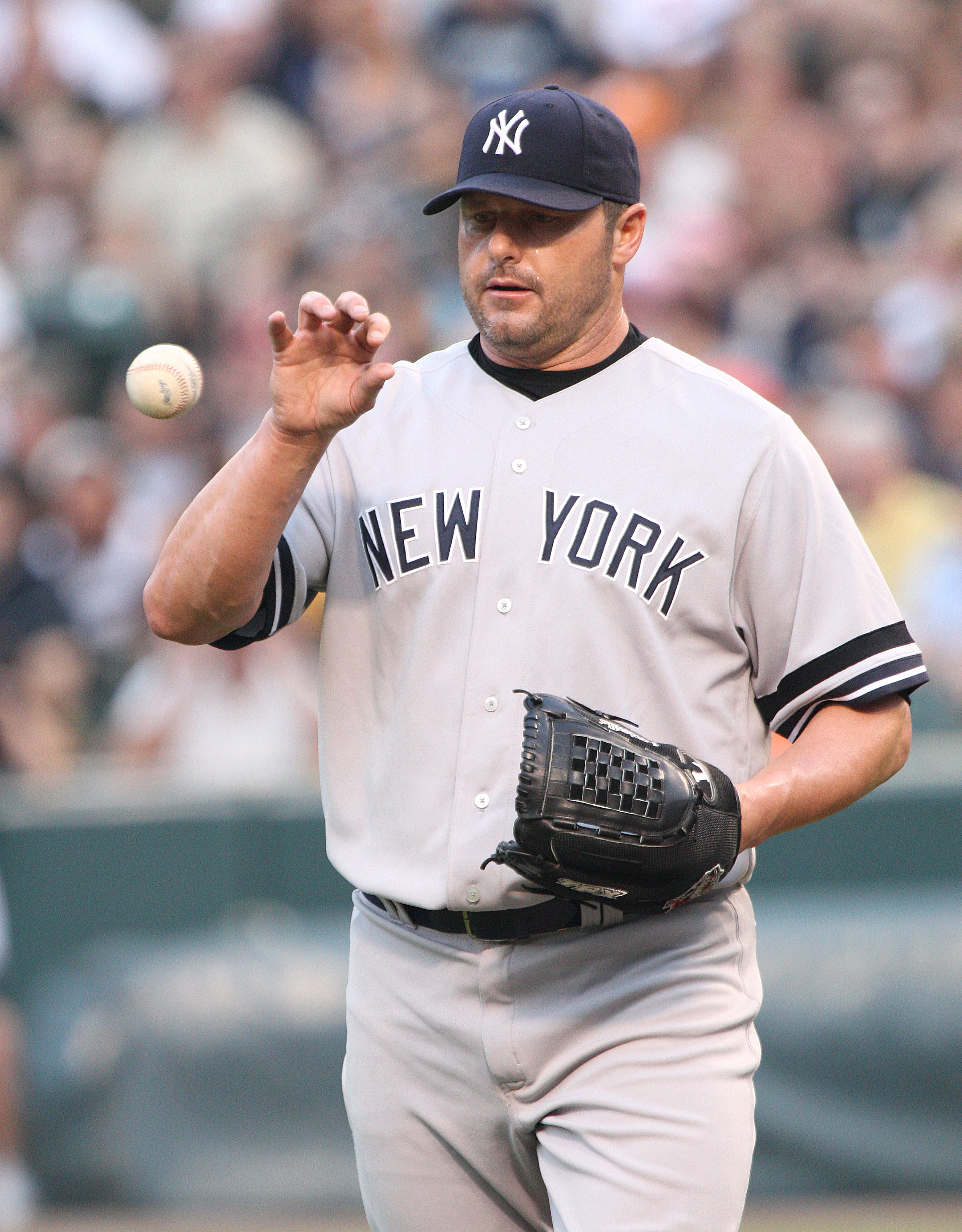
Roger Clemens, zevenvoudig winnaar van de Cy Young Award

| Jaar | Werper                    | Team                             | Record     | Saves | ERA       |
| ---- | ------------------------- | -------------------------------- | ---------- | ----- | --------- |
| 1967 | Jim Lonborg               | Boston Red Sox                   | 22-9       | 0     | 3.16      |
| 1968 | Denny McLain              | Detroit Tigers                   | 31-6       | 0     | 1.96      |
| 1969 | Mike Cuellar Denny McLain | Baltimore Orioles Detroit Tigers | 23-11 24-9 | 0     | 2.38 2.80 |
| 1970 | Jim Perry                 | Minnesota Twins                  | 24-12      | 0     | 3.04      |
| 1971 | Vida Blue                 | Oakland Athletics                | 24-8       | 0     | 1.82      |
| 1972 | Gaylord Perry             | Cleveland Indians                | 24-16      | 1     | 1.92      |
| 1973 | Jim Palmer                | Baltimore Orioles                | 22-9       | 1     | 2.40      |
| 1974 | Catfish Hunter            | Oakland Athletics                | 25-12      | 0     | 2.49      |
| 1975 | Jim Palmer                | Baltimore Orioles                | 23-11      | 1     | 2.09      |
| 1976 | Jim Palmer                | Baltimore Orioles                | 22-13      | 0     | 2.51      |
| 1977 | Sparky Lyle               | New York Yankees                 | 13-5       | 26    | 2.17      |
| 1978 | Ron Guidry                | New York Yankees                 | 25-3       | 0     | 1.74      |
| 1979 | Mike Flanagan             | Baltimore Orioles                | 23-9       | 0     | 3.08      |
| 1980 | Steve Stone               | Baltimore Orioles                | 25-7       | 0     | 3.23      |
| 1981 | Rollie Fingers            | Milwaukee Brewers                | 6-3        | 28    | 1.04      |
| 1982 | Pete Vuckovich            | Milwaukee Brewers                | 18-6       | 0     | 3.34      |
| 1983 | La Marr Hoyt              | Chicago White Sox                | 24-10      | 0     | 3.66      |
| 1984 | Willie Hernandez          | Detroit Tigers                   | 9-3        | 32    | 1.92      |
| 1985 | Bret Saberhagen           | Kansas City Royals               | 20-6       | 0     | 2.87      |
| 1986 | Roger Clemens             | Boston Red Sox                   | 24-4       | 0     | 2.48      |
| 1987 | Roger Clemens             | Boston Red Sox                   | 20-9       | 0     | 2.97      |
| 1988 | Frank Viola               | Minnesota Twins                  | 24-7       | 0     | 2.64      |
| 1989 | Bret Saberhagen           | Kansas City Royals               | 23-6       | 0     | 2.16      |
| 1990 | Bob Welch                 | Oakland Athletics                | 27-6       | 0     | 2.95      |
| 1991 | Roger Clemens             | Boston Red Sox                   | 18-10      | 0     | 2.62      |
| 1992 | Dennis Eckersley          | Oakland Athletics                | 7-1        | 51    | 1.91      |
| 1993 | Jack McDowell             | Chicago White Sox                | 22-10      | 0     | 3.37      |
| 1994 | David Cone                | Kansas City Royals               | 16-5       | 0     | 2.94      |
| 1995 | Randy Johnson             | Seattle Mariners                 | 18-2       | 0     | 2.48      |
| 1996 | Pat Hentgen               | Toronto Blue Jays                | 20-10      | 0     | 3.22      |
| 1997 | Roger Clemens             | Toronto Blue Jays                | 21-7       | 0     | 2.05      |
| 1998 | Roger Clemens             | Toronto Blue Jays                | 20-6       | 0     | 2.65      |
| 1999 | Pedro Martínez            | Boston Red Sox                   | 23-4       | 0     | 2.07      |
| 2000 | Pedro Martínez            | Boston Red Sox                   | 18-6       | 0     | 1.74      |
| 2001 | Roger Clemens             | New York Yankees                 | 20-3       | 0     | 3.51      |
| 2002 | Barry Zito                | Oakland Athletics                | 23-5       | 0     | 2.75      |
| 2003 | Roy Halladay              | Toronto Blue Jays                | 22-7       | 0     | 3.25      |
| 2004 | Johan Santana             | Minnesota Twins                  | 20-6       | 0     | 2.61      |
| 2005 | Bartolo Colon             | Los Angeles Angels of Anaheim    | 21-8       | 0     | 3.48      |
| 2006 | Johan Santana             | Minnesota Twins                  | 19-6       | 0     | 2.77      |
| 2007 | C.C. Sabathia             | Cleveland Indians                | 19-7       | 0     | 3.21      |
| 2008 | Cliff Lee                 | Cleveland Indians                | 22-3       | 0     | 2.54      |
| 2009 | Zack Greinke              | Kansas City Royals               | 16-8       | 0     | 2.16      |
| 2010 | Felix Hernandez           | Seattle Mariners                 | 13-12      | 0     | 2.27      |
| 2011 | Justin Verlander          | Detroit Tigers                   | 24-5       | 0     | 2.40      |
| 2012 | David Price               | Tampa Bay Rays                   | 20-5       | 0     | 2.56      |
| 2013 | Max Scherzer              | Detroit Tigers                   | 21-3       | 0     | 2.90      |
| 2014 | Corey Kluber              | Cleveland Indians                | 18–9       | 0     | 2.44      |
| 2015 | Dallas Keuchel            | Houston Astros                   | 20-8       | 0     | 2.48      |
| 2016 | Rick Porcello             | Boston Red Sox                   | 22–4       | 0     | 3.15      |
| 2017 | Corey Kluber              | Houston Astros                   | 18-4       | 0     | 2.25      |
| 2018 | Blake Snell               | Tampa Bay Rays                   | 21–5       | 0     | 1.89      |
| 2019 | Justin Verlander          | Houston Astros                   | 21-6       | 0     | 2.58      |
| 2020 | Shane Bieber              | Cleveland Indians                | 8–1        | 0     | 1.63      |
| 2021 | Robbie Ray                | Toronto Blue Jays                | 13-7       | 0     | 2.84      |
| 2022 | Justin Verlander          | Houston Astros                   | 18–4       | 0     | 1.75      |
| 2023 | Gerrit Cole               | New York Yankees                 | 15-4       | 0     | 2.63      |

### National League (1967–)

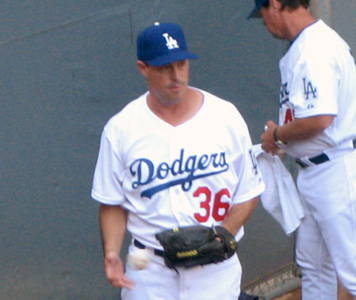
Greg Maddux won vier keer op rij de Cy Young Award

| Jaar | Werper              | Team                  | Record | Saves | ERA  |
| ---- | ------------------- | --------------------- | ------ | ----- | ---- |
| 1967 | Mike McCormick      | San Francisco Giants  | 22-10  | 0     | 2.85 |
| 1968 | Bob Gibson          | St. Louis Cardinals   | 22-9   | 0     | 1.12 |
| 1969 | Tom Seaver          | New York Mets         | 25-7   | 0     | 2.21 |
| 1970 | Bob Gibson          | St. Louis Cardinals   | 23-7   | 0     | 3.12 |
| 1971 | Ferguson Jenkins    | Chicago Cubs          | 24-13  | 0     | 2.77 |
| 1972 | Steve Carlton       | Philadelphia Phillies | 27-10  | 0     | 1.98 |
| 1973 | Tom Seaver          | New York Mets         | 19-10  | 0     | 2.08 |
| 1974 | Mike Marshall       | Los Angeles Dodgers   | 15-12  | 21    | 2.42 |
| 1975 | Tom Seaver          | New York Mets         | 22-9   | 0     | 2.38 |
| 1976 | Randy Jones         | San Diego Padres      | 22-14  | 0     | 2.74 |
| 1977 | Steve Carlton       | Philadelphia Phillies | 23-10  | 0     | 2.64 |
| 1978 | Gaylord Perry       | San Diego Padres      | 21-6   | 0     | 2.73 |
| 1979 | Bruce Sutter        | Chicago Cubs          | 6-6    | 37    | 2.22 |
| 1980 | Steve Carlton       | Philadelphia Phillies | 24-9   | 0     | 2.34 |
| 1981 | Fernando Valenzuela | Los Angeles Dodgers   | 13-7   | 0     | 2.48 |
| 1982 | Steve Carlton       | Philadelphia Phillies | 23-11  | 0     | 3.11 |
| 1983 | John Denny          | Philadelphia Phillies | 19-6   | 0     | 2.37 |
| 1984 | Rick Sutcliffe      | Chicago Cubs          | 20-6   | 0     | 3.64 |
| 1985 | Dwight Gooden       | New York Mets         | 24-4   | 0     | 1.53 |
| 1986 | Mike Scott          | Houston Astros        | 18-10  | 0     | 2.22 |
| 1987 | Steve Bedrosian     | Philadelphia Phillies | 5-3    | 40    | 2.83 |
| 1988 | Orel Hershiser      | Los Angeles Dodgers   | 23-8   | 1     | 2.26 |
| 1989 | Mark Davis          | San Diego Padres      | 4-3    | 44    | 1.85 |
| 1990 | Doug Drabek         | Pittsburgh Pirates    | 22-6   | 0     | 2.76 |
| 1991 | Tom Glavine         | Atlanta Braves        | 20-11  | 0     | 2.55 |
| 1992 | Greg Maddux         | Chicago Cubs          | 20-11  | 0     | 2.18 |
| 1993 | Greg Maddux         | Atlanta Braves        | 20-10  | 0     | 2.36 |
| 1994 | Greg Maddux         | Atlanta Braves        | 16-6   | 0     | 1.56 |
| 1995 | Greg Maddux         | Atlanta Braves        | 19-2   | 0     | 1.63 |
| 1996 | John Smoltz         | Atlanta Braves        | 24-8   | 0     | 2.95 |
| 1997 | Pedro Martínez      | Expos de Montréal     | 17-8   | 0     | 1.90 |
| 1998 | Tom Glavine         | Atlanta Braves        | 20-6   | 0     | 2.47 |
| 1999 | Randy Johnson       | Arizona Diamondbacks  | 17-9   | 0     | 2.49 |
| 2000 | Randy Johnson       | Arizona Diamondbacks  | 19-7   | 0     | 2.64 |
| 2001 | Randy Johnson       | Arizona Diamondbacks  | 21-6   | 0     | 2.49 |
| 2002 | Randy Johnson       | Arizona Diamondbacks  | 24-5   | 0     | 2.32 |
| 2003 | Éric Gagné          | Los Angeles Dodgers   | 2-3    | 55    | 1.20 |
| 2004 | Roger Clemens       | Houston Astros        | 18-4   | 0     | 2.98 |
| 2005 | Chris Carpenter     | St. Louis Cardinals   | 21-5   | 0     | 2.83 |
| 2006 | Brandon Webb        | Arizona Diamondbacks  | 16-8   | 0     | 3.10 |
| 2007 | Jake Peavy          | San Diego Padres      | 19-6   | 0     | 2.54 |
| 2008 | Tim Lincecum        | San Francisco Giants  | 18–5   | 0     | 2.62 |
| 2009 | Tim Lincecum        | San Francisco Giants  | 15–7   | 0     | 2.48 |
| 2010 | Roy Halladay        | Philidelphia Phillies | 21–10  | 0     | 2.44 |
| 2011 | Clayton Kershaw     | Los Angeles Dodgers   | 21–5   | 0     | 2.28 |
| 2012 | R. A. Dickey        | New York Mets         | 20-6   | 0     | 2.73 |
| 2013 | Clayton Kershaw     | Los Angeles Dodgers   | 16-9   | 0     | 1.83 |
| 2014 | Clayton Kershaw     | Los Angeles Dodgers   | 21-3   | 0     | 1.77 |
| 2015 | Jake Arrieta        | Chicago Cubs          | 22-6   | 0     | 1.77 |
| 2016 | Max Scherzer        | Washington Nationals  | 20-7   | 0     | 2.96 |
| 2017 | Max Scherzer        | Washington Nationals  | 16-6   | 0     | 2.51 |
| 2018 | Jacob deGrom        | New York Mets         | 10-9   | 0     | 1.70 |
| 2019 | Jacob deGrom        | New York Mets         | 11-8   | 0     | 2.43 |
| 2020 | Trevor Bauer        | Cincinnati Reds       | 5-4    | 0     | 1.73 |
| 2021 | Corbin Burnes       | Milwaukee Brewers     | 11-5   | 0     | 2.43 |
| 2022 | Sandy Alcántara     | Miami Marlins         | 14-9   | 0     | 2.28 |
| 2023 | Blake Snell         | San Diego Padres      | 14-9   | 0     | 2.25 |